# Dipsadoboa underwoodi
Espèce
Dipsadoboa underwoodi est une espèce de serpents de la famille des Colubridae.

## Répartition
Cette espèce se rencontre au Cameroun et au Gabon.

## Étymologie
Son nom d'espèce lui a été donné en l'honneur de Garth Underwood (1919-2002), herpétologiste britannique.

## Publication originale
- Rasmussen, 1993 : A taxonomic review of the Dipsadoboa unicolor complex, including a phylogenetic analysis of the genus (Serpentes, Dipsadidae, Boiginae). Steenstrupia, vol. 19, n. 4, p. 129-196